# Simulium beaupertuyi
Simulium beaupertuyi är en tvåvingeart som beskrevs av Perez, Rassi och Ramirez 1977. 
Simulium beaupertuyi ingår i släktet Simulium och familjen knott. Artens utbredningsområde är Venezuela. Inga underarter finns listade i Catalogue of Life.